# 雷鳥足球俱樂部
雷鳥足球俱樂部是台灣的一支老牌足球勁旅，位於高雄市。

## 歷史
雷鳥足球隊成立於1968年，由一群愛好足球運動的初中生所組成，在翁俊哲、朱金遠、陳國雄等三位教練的帶領之下，1970年初次參加全國青年盃足球錦標賽即獲得冠軍，次年蟬聯冠軍，這批老球員奠定後來雷鳥足球隊的基礎。1970年代是雷鳥最風光的時期，1971年擊敗僑青奪得世運會選拔賽冠軍，1973年獲得青年盃冠軍，1976年獲得足協盃社會組冠軍，多名球員入選國家代表隊，在台灣足壇佔有一席之地。
1982年全國足球聯賽成立，雷鳥為首屆聯賽的七支球隊之一，也是唯一一支完全由民間團體組成的球隊，球隊成員來自各行各業：貿易、畜產、教師、會計、印刷、錄影、市場小販等，在缺乏軍方、學校或企業的支持之下，球隊運作經費來源全靠球員個人收入苦撐，部份球員為了生計選擇加盟其他甲組球隊（如台電），留存球員因個人工作因素而造成比賽人數不足也時有所聞，1985年聯賽中段加入中正高工、長榮與立德的年輕球員之後，雷鳥曾有短暫的復興，但1986年全國聯賽的對飛駝之戰，雷鳥只湊得8人參賽，最後以0比19慘敗。1988年雷鳥首次降入乙組，兩年後以乙組冠軍之姿升回甲組，次年又再度降回乙組，之後就在甲、乙組之間載浮載沉。
1990年代開始，雷鳥將焦點轉向於青少年球員的培育，瑞祥國中與中正高工足球隊都有雷鳥球員的參與，甲組的比賽也盡量讓年輕球員出賽，以增加比賽經驗。1994年，雷鳥創辦高中足球聯賽，成功吸引七支球隊參賽，以及九家企業約三十萬元贊助。
1997年雷鳥更名為雷鳥足球俱樂部，並於2006年1月21日成立高雄市雷鳥足球協會。

## 外部連結
- 高雄市雷鳥足球協會
- 小雷鳥幼兒足球育樂營[永久]